# Classe Courageous (porta-aviões)
A Classe Courageous foi uma classe de porta-aviões operada pela Marinha Real Britânica, composta pelo HMS Courageous, HMS Glorious e HMS Furious. Os três navios foram originalmente construídos como cruzadores de batalha da Classe Courageous, parte do Projeto Báltico de lorde John Fisher, 1.º Barão Fisher, durante a Primeira Guerra Mundial. Eles era muito rápidos, porém sua blindagem mínima e poucos canhões limitou sua utilidade a longo prazo para a Marinha Real, assim foram tirados de serviço pouco depois do fim da guerra. Foram considerados navios capitais pelo Tratado Naval de Washington de 1922 e foram incluídos na tonelagem total permitida ao Reino Unido. Foi decidido convertê-los em porta-aviões, em vez de desmontá-los, como era permitido pelos termos do tratado.
O Furious já fora parcialmente convertido em porta-aviões durante a guerra, com sua reconstrução completa começando em 1921, antes mesmo da assinatura do tratado. Ele não recebeu uma superestrutura em uma tentativa de minimizar turbulências, porém isto não foi satisfatório e uma pequena superestrutura foi adicionada em 1939. Também não tinha chaminés, com seus gases sendo expelidos na popa, o que atrapalhava as operações de pouso e reduzia o número de aeronaves. O Courageous e o Glorious iniciaram suas conversões enquanto o Furious estava quase finalizado, com a Marinha Real aplicando nos dois primeiros muitas das experiências de projeto aprendidas com seu irmão. Ambos receberam uma superestrutura com chaminé, com a capacidade total de aeronaves sendo um terço maior.
Como o Furious foi o primeiro grande porta-aviões da Marinha Real, ele foi muito usado para avaliar a manuseio de aeronaves e procedimentos de pouso, incluindo o primeiro pouso noturno em um porta-aviões. Os três serviram na Frota Doméstica e na Frota do Mediterrâneo durante o período pré-guerra. A Segunda Guerra Mundial começou e o Courageous se tornou o primeiro navio de guerra britânico afundado, tendo sido torpedeado por um submarino alemão em setembro de 1939. O Glorious participou da Campanha da Noruega em 1940, porém foi afundado em junho por couraçados alemães. O Furious participou de várias campanhas, incluindo Noruega, Mediterrâneo, Norte da África e ataques contra o couraçado Tirpitz. Foi tirado de serviço em 1944, descomissionado em 1945 e desmontado.